# 佐田吉之助
佐田 吉之助（さだ きちのすけ、1932年7月12日 - 2007年11月23日）は、日本の経営者。福岡放送社長を務めた。

## 来歴・人物
福岡県出身。1956年に慶應義塾大学法学部を卒業し、同年に九州電力に入社。1989年に取締役、1991年に常務を経て、1995年に福岡放送副社長に就任し、1996年には社長に昇格。
1997年にCM未放送問題により社長を引責辞任し、顧問に就任。1998年に相談役を経て、2001年には会長に就任。
1998年に西部ガス監査役に就任し。2002年5月に岩田屋会長に就任。
2007年11月23日に急性心不全のために死去。